# Phan Văn Giáo
Phan Văn Giáo (1904 - 1965) là một dược sĩ và chính khách Việt Nam. Ông từng giữ chức Phó thủ tướng, Thủ hiến miền Trung, dưới thời kỳ Quốc trưởng Bảo Đại.

## Thân thế và khởi đầu sự nghiệp
Phan Văn Giáo sinh năm 1904 tại thôn Mỹ Hiệp, phủ Ninh Hòa, tỉnh Khánh Hòa, Trung Kỳ (nay là thị xã Ninh Hòa tỉnh Khánh Hòa, duyên hải Nam Trung Bộ) trong gia đình gốc quan lại triều Nguyễn.
Thuở nhỏ, ông được cho đi học ở Nha Trang, Huế, Hà Nội. Năm 1922, ông hoàn thành Diplôme de Pharmacien 1ére classe trường Y Dược khoa Đông Dương tại Hà Nội. Với tấm bằng Dược sĩ, ông khởi nghiệp kinh doanh ngành dược và nhanh chóng phất lên nhờ chuỗi hiệu thuốc tại Thanh Hóa, nổi tiếng là nhà hào phú bậc nhất xứ Thanh. Ông từng được mời giữ các chức vụ Ủy viên Phòng Thương-nông Bắc-Trung Kỳ, Trưởng Hội đồng Quản trị Ngân hàng Nông nghiệp và Hợp tác tỉnh Thanh Hóa kiêm Thanh Hóa nhân dân đại biểu, cuối cùng là Ủy viên Đại hội đồng Kinh-tài Đông Dương.
Năm 1932, hoàng đế Bảo Đại về nước chấp chính trên danh nghĩa. Là một người yêu thích môn quần vợt, Phan Văn Giáo khởi xướng thành lập Hội thể thao K.H. Thanh Hóa. Tại đây, ông có dịp được yết kiến vua Bảo Đại, vốn cùng sở thích môn quần vợt, và đã kết thân với nhau.

## Vận động cho Giải pháp Bảo Đại
Sau khi Cách mạng tháng 8 nổ ra, là một đại phú hào ít nhiều liên can đến chính quyền thực dân, Phan Văn Giáo bị chính quyền Việt Minh tống giam 1 năm rưỡi. Ông chỉ được trả lại tự do khi Chiến tranh Việt - Pháp bùng nổ.
Thất bại trước phản ứng kiên quyết của chính phủ Việt Nam Dân chủ Cộng hòa về nguyện vọng thống nhất và độc lập, phái thực dân trong chính phủ Pháp từ bỏ hẳn con đường đàm phán với chính phủ Hồ Chí Minh và khởi sự xúc tiến một kế hoạch khác: Chiến dịch Léa với mục tiêu chộp bắt chính phủ Hồ Chí Minh, tiêu diệt đầu não kháng chiến; và Giải pháp Bảo Đại (la solution Bao Dai) nhằm tạo thế chính trị đối trọng với lực lượng kháng chiến do Việt Minh lãnh đạo. Nắm bắt được xu hướng này, từ giữa năm 1947, Phan Văn Giáo cùng nhiều chính khách người Việt khác, nhiều lần sang Hongkong tiếp xúc và vận động cựu hoàng Bảo Đại thành lập một chính phủ nằm trong khối Liên hiệp Pháp chống Việt Minh. Ngày 9 tháng 9 năm 1947, Phan Văn Giáo tham gia phái đoàn 24 nhân sĩ sang Hồng Kông dự hội nghị các đảng phái Việt Nam cùng với cựu hoàng Bảo Đại để thương thuyết về thời cuộc Việt Nam.
Sau thất bại của Cộng hòa Tự trị Nam Kỳ và Chiến dịch Léa 1947, chính phủ Pháp đành thiên hẳn về chủ trương vận động Giải pháp Bảo Đại. Ngày 27 tháng 5 năm 1948, Trung tướng Nguyễn Văn Xuân thành lập Chính phủ Trung ương lâm thời Việt Nam (Provisional Central Government of Vietnam), mở đường cho cựu hoàng Bảo Đại về nước chấp chính. Phan Văn Giáo được bổ nhiệm làm Quốc vụ khanh Tổng trấn Trung phần.

## Thành lập Việt binh đoàn

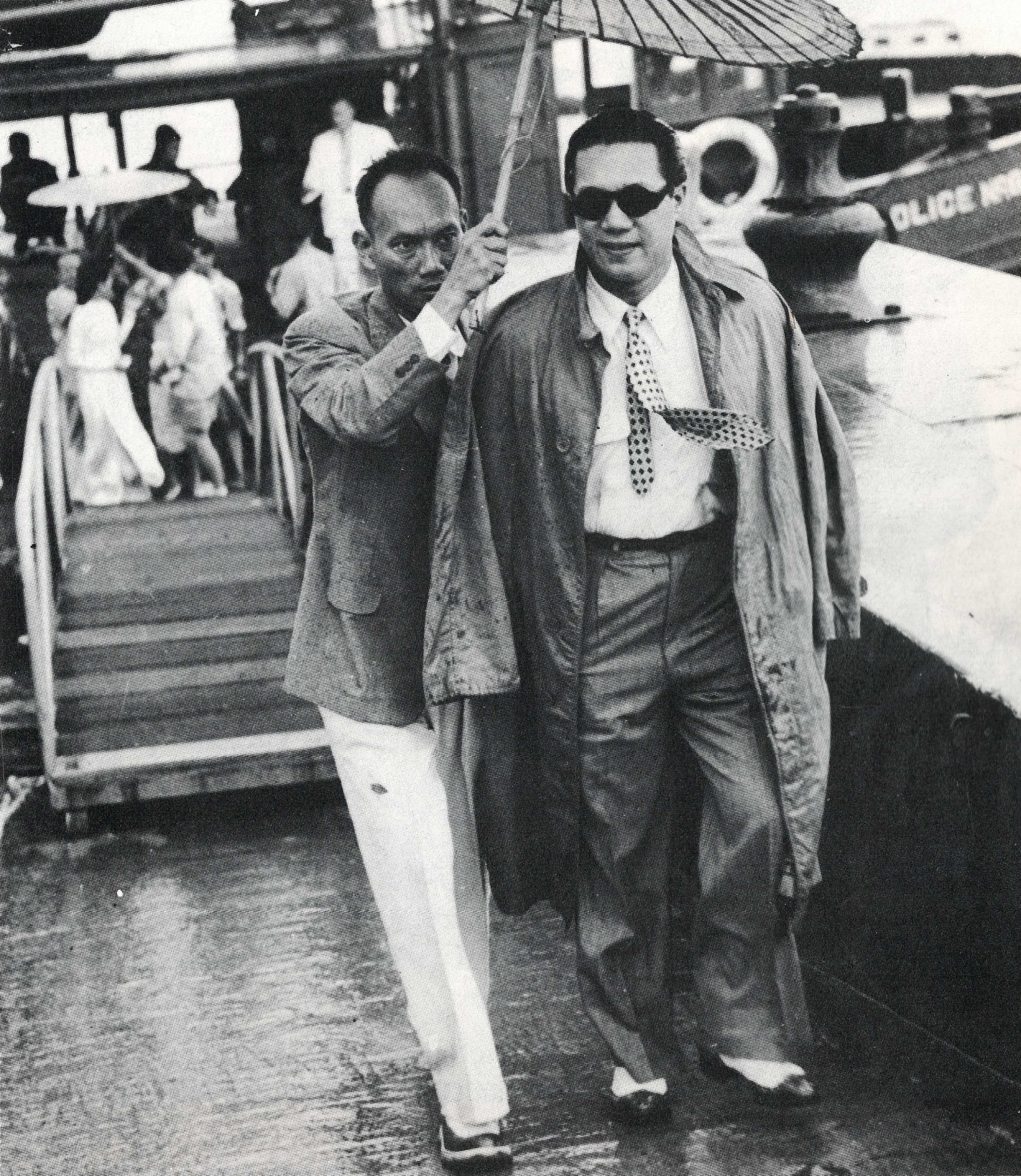
Vua Bảo Đại ra đón Nam Phương Hoàng hậu tại bến tàu Hương Cảng, có ông Phan Văn Giáo cầm ô che mưa.

Trong cuộc tiếp kiến tại Hongkong giữa năm 1948, Phan Văn Giáo đã trình bày với cựu hoàng Bảo Đại về ý tưởng thành lập một lực lượng quân sự bản xứ, nhằm hình thành một quân đội độc lập với người Pháp. Tán thưởng ý tưởng này, cựu hoàng đã tuyên bố bổ nhiệm ông vào cấp bậc Trung tướng (Général de division), với nhiệm vụ xây dựng một đội quân mới trong tương lai. Vì vậy, sau khi về nước, tại lễ diễn binh trước lầu Ngọ Môn, thủ tướng lâm thời Nguyễn Văn Xuân đại diện quốc trưởng đã gắn ba ngôi sao bạc lên vai ông Phan Văn Giáo. Chức phận mới cho phép ông điều phối mọi hành động quân sự tại Trung Việt.
Ông ngay lập tức cải tổ lực lượng Bảo vệ quân do người tiền nhiệm Trần Văn Lý thành lập, vốn chỉ giới hạn trong phạm vi giữ gìn trị an, thành Việt binh đoàn với vai trò như một đội quân chiến đấu thực sự. Chỉ huy trưởng Việt binh đoàn là Đại úy (được ông thăng lên Thiếu tá) Nguyễn Ngọc Lễ, một cựu lính khố đỏ. Với sự hỗ trợ của người Pháp, ông cũng cho thành lập Trường Sĩ quan Việt Nam ở Đập Đá (Huế) nhằm đào tạo ra các sĩ quan người Việt bản xứ cho Quân đội Quốc gia Việt Nam trong tương lai. Ông không che giấu tham vọng phát triển Việt binh đoàn thành một lực lượng chiến đấu 10.000 người, đủ sức thay thế quân Pháp trong cuộc chiến chống Việt Minh.
Ngày 28 tháng 4 năm 1949, với vai trò Thủ hiến Trung phần, ông thân hành đón cựu hoàng Bảo Đại trở về nước dưới chân cầu thang phi cơ tại phi trường Liên Khương (Đà Lạt). Ngày 3 tháng 7 năm 1949, Quốc trưởng Bảo Đại ký quyết định chính thức bổ nhiệm thủ hiến Bắc Việt Nguyễn Hữu Trí, Trung Việt Phan Văn Giáo và Nam Việt Trần Văn Hữu.
Ngày 11 tháng 5 năm 1950, Thủ tướng Trần Văn Hữu tuyên bố thành lập lực lượng quân đội quốc gia với tên gọi là Vệ binh Quốc gia Việt Nam với quân số lúc đó là 60.000 người. Việt binh đoàn do đó còn có tên gọi là Vệ binh Trung Việt. Để thể hiện thành quả, ngày 24 tháng 8 năm 1950, Thủ hiến Phan Văn Giáo đã cho tổ chức một hỗ chợ biểu dương cho lực lượng Việt binh đoàn. Trong dịp này, ông cũng được Quốc trưởng Bảo Đại chính thức trao huy hiệu Trung tướng và bổ nhiệm chức vụ Tổng thanh tra quân đội Việt Nam, kiêm Thủ hiến Trung Việt.

## Thăng trầm chính trị
Những thành quả của Việt binh đoàn khiến Quốc trưởng Bảo Đại khá hài lòng và không dấu diếm ý định muốn cử tướng Phan Văn Giáo làm Tổng tham mưu trưởng Quốc đội Quốc gia Việt Nam (tên chính thức của Vệ binh Quốc gia Việt Nam). Tuy nhiên, người Pháp đã dự định chức vụ này cho một người khác "dễ bảo" hơn: Đại tá Nguyễn Văn Hinh, cựu Trung tá Không quân Pháp, Chánh võ phòng Quốc trưởng Bảo Đại. Ngoài, người Pháp cũng chê trách Phan Văn Giáo quá tập trung vào Việt binh đoàn mà xao nhãng công tác hành chính, dẫn đến sự yếu kém trong việc tranh giành ảnh hưởng với chính quyền Việt Minh. Vì vậy, dưới áp lực của người Pháp, ngày 20 tháng 7 năm 1951, Thủ tướng Trần Văn Hữu ra quyết định bãi chức Thủ hiến Trung Việt của ông Phan Văn Giáo, bổ nhiệm lại người tiền nhiệm của ông là Trần Văn Lý vào chức vụ này.
Tuy nhiên, một năm sau, chính phủ Trần Văn Hữu sụp đổ. Theo đề nghị của Quốc trưởng Bảo Đại, tháng 6 năm 1952, tân thủ tướng Nguyễn Văn Tâm đã bổ nhiệm cựu thủ hiến Phan Văn Giáo vào chức vụ Phó thủ tướng kiêm Tổng trưởng Thông tin tuyên truyền. Tuy nhiên, chỉ 5 tháng sau, do sức ép của người Pháp, Phan Văn Giáo phải từ chức.
Hoạt động chính trị cuối cùng của ông với vai trò là người đại diện của Quốc trưởng Bảo Đại trong Ban chỉ huy cuộc hành quân Atlante, phụ trách kiểm soát ngân quỹ dành cho việc chi tiêu về hành chính dân sự. Cuộc hành quân bắt đầu vào cuối tháng 1 năm 1954, nhưng đến cuối tháng 4 năm đó tướng Navarre ra lệnh kết thúc. Khi đó, tình hình quân Pháp tại Điện Biên Phủ đã bước vào hồi kết cuộc.

## Cuộc sống cuối đời
Sau khi quốc trưởng Bảo Đại bị truất, ông Phan Văn Giáo sang Paris định cư, không quan tâm gì đến chính trị nữa.
Ông mất năm 1965 tại Pháp.

## Thân quyến
- Lê Quang Thừa (Ông Sáu): Nhạc phụ, doanh nhân sản xuất nước hoa đầu tiên ở Huế.
- Lê Quang Thiết: Chú vợ, thành viên Ủy ban Chấp chánh Lâm thời Quốc gia Việt Nam.
- Lê Thị Phi Ánh: Em vợ, được ông Phan Văn Giáo giới thiệu cho cựu hoàng Bảo Đại.

## Liên kết
- Nhân vật lịch sử Phan Văn Giáo Lưu trữ ngày 25 tháng 7 năm 2019 tại Wayback Machine
- Nhân vật duy nhất dám chọc giận thủ lãnh Bình Xuyên Lưu trữ ngày 7 tháng 5 năm 2016 tại Wayback Machine